# Tarpon indyjski
Tarpon indyjski (Megalops cyprinoides) – gatunek amfidromicznej, drapieżnej ryby elopsokształtnej z rodziny tarponowatych (Megalopidae). Gatunek typowy rodzaju Megalops (jako Megalops filamentosus). Jest hodowany w stawach i poławiany przez wędkarzy.

## Występowanie
Jest szeroko rozprzestrzeniony w wodach południowo-wschodniego Oceanu Atlantyckiego, Oceanu Indyjskiego i Spokojnego, od Morza Czerwonego i Afryki Południowej, poprzez archipelagi, po Japonię i Australię, na głębokościach do 50 m. W niektórych regionach występuje licznie.

## Cechy morfologiczne
Budowa ciała typowa dla tarponowatych. Płetwa grzbietowa opiera się na 16–21, a odbytowa na 23–31 miękkich promieniach. Ostatni promień płetwy grzbietowej jest długi i nitkowaty. Żuchwa wysunięta do przodu. Ubarwienie grzbietu niebiesko-zielone, boki ciała srebrzyste.
Najczęściej spotykane są osobniki o długości 30–45 cm (maksymalnie 50 cm długości całkowitej). Doniesienia o maksymalnej długości 150 cm wymagają potwierdzenia. Maksymalna notowana masa ciała wynosi 18 kg. 

## Biologia i ekologia
Megalops cyprinoides bytuje w morskich wodach przybrzeżnych, w lagunach, lasach mangrowych i estuariach. Młode osobniki często wstępują do wód słodkich – rzek, lagun, jezior, kanałów i bagnistych rozlewisk. Tarpon indyjski preferuje spokojne wody. Podobnie jak tarpon atlantycki, w słabo natlenionych wodach oddycha powietrzem atmosferycznym za pomocą pęcherza pławnego. W tym celu regularnie podpływa do powierzchni wody.
Tarpon indyjski jest gatunkiem drapieżnym, żywiącym się głównie rybami, ale uzupełniającym dietę owadami, skorupiakami, a nawet pokarmem roślinnym. Najbardziej aktywny jest we wczesnych godzinach nocnych. Jest to ryba długo żyjąca – maksymalny odnotowany wiek osobników tego gatunku wynosi 44 lata.
Biologia rozrodu tarpona indyjskiego nie została dobrze poznana. Prawdopodobnie tarło odbywa w wodach morskich, z dala od brzegu. Larwa przechodzi stadium leptocefala. Metamorfoza następuje po około 10 dniach. Dojrzałość płciową uzyskuje prawdopodobnie w 2. roku życia, przy długości 30–40 cm.

## Znaczenie gospodarcze
Złowiony u wybrzeży narybek tarpona indyjskiego jest przenoszony do stawów i tam hodowany.
Dorosłe osobniki są cenione w wędkarstwie. Mięso tego gatunku jest jadalne, ale chude i ościste, niskiej wartości. W rybołówstwie ma niewielkie znaczenie.